# Guadalcanal (Schiff, 1943)
Die USS Guadalcanal (CVE-60) war ein Geleitflugzeugträger der Casablanca-Klasse der United States Navy. Der Träger wurde im September 1943 bei der US-Marine in Dienst gestellt und blieb bis zum Juli 1946 im Einsatz. Größter Erfolg des Schiffes war die Aufbringung des deutschen U-Boots U 505 am 4. Juni 1944 vor der Küste Westafrikas; dabei wurde das an Bord befindliche Enigma-Chiffriergerät erbeutet. Die Aufbringung von U 505 war die erste Kaperung in der Geschichte der US-Marine seit 1815, als die Sloop USS Peacock die britische HMS Nautilus aufgebracht hatte. Mit drei weiteren versenkten deutschen U-Booten war das nach der Insel Guadalcanal, um die 1942 und 1943 eine heftige See-, Land- und Luftschlacht zwischen den USA und Japan tobte, benannte Schiff der erfolgreichste U-Bootjäger seiner Klasse.

## Technik
Ausführliche Angaben zur Technik finden sich im Artikel Casablanca-Klasse.
Die Guadalcanal war 156,2 Meter lang und maximal 32,9 Meter breit, der Tiefgang lag bei 6,9 Metern, die Einsatzverdrängung bei 10.400 tn. l. (10.567 t). Der Antrieb aus vier auf zwei Wellen wirkenden Kolbendampfmaschinen mit 9000 hp (6,7 MW) Gesamtleistung ermöglichte dem Schiff eine Höchstgeschwindigkeit von 19 Knoten (35 km/h). Die Reichweite betrug bei 15 Knoten (28 km/h) Marschgeschwindigkeit 10.200 Seemeilen (18.890 km). Neben der Rohrbewaffnung aus einem 127-mm-Geschütz, acht 40-mm-Zwillingsflaks und 20 20-mm-Maschinenkanonen verfügte der Träger über einen Carrier Air Wing mit etwa 25 bis 30 Flugzeugen, meist ein „composite squadron“ (dt. „kombiniertes Geschwader“) aus Jagdflugzeugen und Torpedobombern für U-Jagdeinsätze.

## Geschichte

### Bau und Indienststellung
Der Träger wurde 1942 als Hilfsflugzeugfähre „USS Astrolabe Bay (AVG-60)“ bei den Kaiser Shipyards in Vancouver, Washington, als sechstes Schiff der Casablanca-Klasse geordert, noch vor Baubeginn erfolgte die Reklassifizierung zum Hilfsflugzeugträger (ACV). Die Kiellegung erfolgte am 5. Januar 1943 unter der Baunummer 306. Der Stapellauf fand am 5. Juni 1943 statt, das Schiff wurde zur Erinnerung an die Schlacht um Guadalcanal von der Taufpatin Mrs Alvin Ingersoll Malstrom auf den Namen „USS Guadalcanal“ getauft. Während der Ausrüstungsarbeiten wurde die Guadalcanal am 15. Juli zum Geleitflugzeugträger (CVE) umklassifiziert.
Nach der Indienststellung in Astoria, Oregon am 25. September 1943 unter dem Kommando von Captain Daniel V. Gallery fuhr der Träger über Bremerton, wo Munition gebunkert wurde, und San Francisco nach San Diego, wo Ende Oktober das Composite Squadron 42 (VC-42) mit seinen Flugzeugen an Bord genommen wurde. Anfang November wurde mit Trainingsfahrten vor der US-Westküste begonnen, Captain Gallery selbst absolvierte am 1. November den ersten Start und die erste Landung an Bord des Trägers. Zwei Wochen später, am 15. November, verließ der Träger San Diego, durchquerte Ende November den Panamakanal und traf am 3. Dezember in Norfolk an der Ostküste ein, wo er der Atlantikflotte als U-Jagd-Träger unterstellt wurde.

### Erster U-Jagdeinsatz

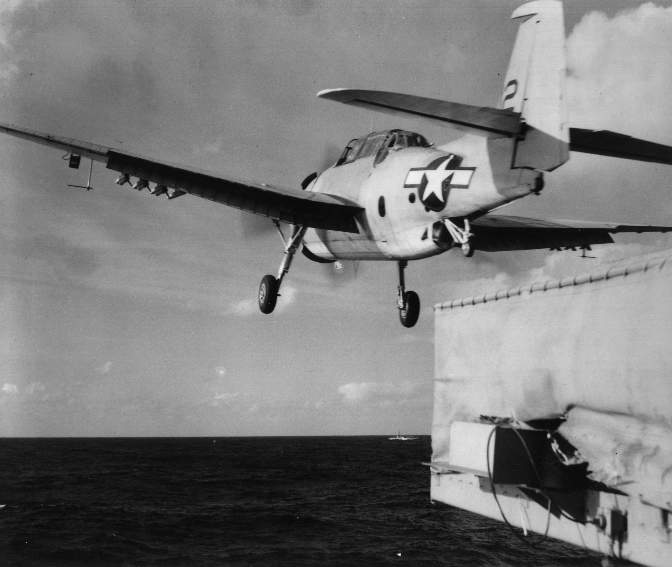
Start einer TBM Avenger von Deck der Guadalcanal zum Angriff auf deutsche U-Boote

Nach kleineren Reparatur- und Modernisierungsarbeiten wurde die Guadalcanal im Januar 1944 zum Flaggschiff der Task Group 21.12, und am 5. Januar verließ sie, begleitet von den Zerstörern Alden, John D. Edwards, Whipple und John D. Ford, Hampton Roads und lief in den Atlantik aus. An Bord der Guadalcanal befand sich das Composite Squadron 13 mit 21 Flugzeugen. Direkt nach dem Auslaufen geriet der Verband in schwere See, ein Ausguck wurde über Bord gespült und blieb trotz intensiver Suche verschollen. Am 10. Januar starb ein Pilot bei dem Versuch, an Bord zu landen, als seine Maschine über die Seite des Schiffs stürzte. In den folgenden zwei Tagen wurden daher alle Flugoperationen eingestellt.
Am Nachmittag des 16. Januars sichtete ein Avenger-Torpedobomber, der sich im Einsatzgebiet nordwestlich der Azoren auf einem Patrouillenflug befand, drei aufgetaucht fahrende deutsche U-Boote. U 544 versorgte U 516 mit Treibstoff, während U 129 wartete. Nach der Sichtung des Flugzeugs ging U 129 schnell auf Tiefe, während die Besatzungen der beiden anderen U-Boote versuchten, die Schläuche zu kappen. Der Avenger-Bomber griff mit Raketen und Wasserbomben an und traf beide Boote. U 544 begann kurz darauf, über das Heck zu sinken, während es der Besatzung von U 516 gelang, die Kontrolle wiederherzustellen und sich aus dem Seegebiet zu entfernen. Der Pilot der Avenger sichtete mehrere Überlebende im Wasser, ein später eintreffender Zerstörer fand diese aber nicht mehr vor.
Weil bei mehreren Landeunfällen und Notwasserungen bei Nacht in den folgenden Tagen fast alle Flugzeuge des Bordgeschwaders zerstört oder beschädigt wurden, kehrte der Verband nach einem Tankstopp in Casablanca am 29. Januar nach Norfolk zurück, wo er am 17. Februar eintraf.

### Versenkung von U 515 und U 68
Aufgrund der geänderten Taktik der deutschen U-Boote, die tagsüber getaucht blieben und nur nachts an die Oberfläche kamen, um die Batterien zu laden, entschloss sich Captain Gallery, beim nächsten Einsatz auch während der Nacht Flugoperationen durchzuführen. Nachdem er diesen Plan mit den Piloten des neuen Bordgeschwaders, „Composite Squadron 58“, besprochen hatte, wurden die entsprechende Ausrüstung an Bord genommen und erste Übungen abgehalten.
Am 7. März verließ die Guadalcanal mit der Task Group 21.12, bestehend aus dem Zerstörer Forrest sowie den Geleitzerstörern Pillsbury, Pope, Flaherty und Chatelain, Norfolk in Richtung Einsatzgebiet zwischen den Azoren und Gibraltar. Etwa vier Wochen lang operierte der Verband erfolglos im Seegebiet, am 28. März wurde Casablanca angelaufen, um Treibstoff und Nachschub zu bunkern. Am 30. März lief der Verband wieder in den Atlantik aus.

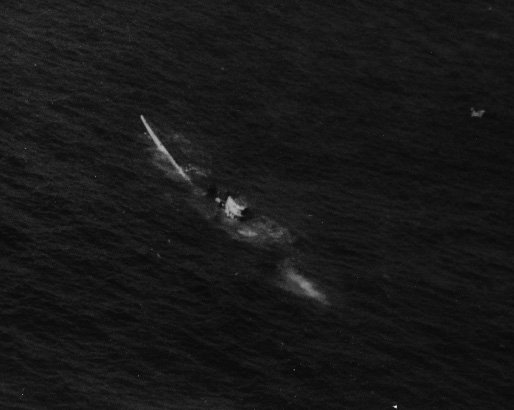
U 515 sinkt

Am Morgen des 8. April erhielten die Guadalcanal und ihr Verband den Befehl, etwa 40 Seemeilen nach Norden zu laufen, wo durch Funkpeilung ein deutsches U-Boot geortet worden war. Gegen Sonnenuntergang startete Captain Gallery vier Avenger-Bomber, die das Seegebiet um den Verband absuchten. Die Funkmeldung über die Sichtung eines tauchenden Bootes kam beim Verband jedoch nicht an, so dass der Kommandant erst nach der Rückkehr der Flugzeuge weitere Maßnahmen einleiten konnte. Gallery entschied sich, trotz Problemen mit der Fangseilanlage, um 22:15 Uhr weitere zwei Torpedobomber zu starten. Diese sichteten gegen halb zwölf nachts das aufgetaucht fahrende U 515. Der erste Angriff mit Wasserbomben hatte keinen Erfolg, das U-Boot tauchte. Am frühen Morgen des 9. April wurden weitere TBM Avenger gestartet, um die Suche zu unterstützen. Als die Guadalcanal um 2 Uhr morgens etwa fünf Seemeilen entfernt zwei Radarkontakte ortete, wurden die Geleitzerstörer Pope und Chatelain in das Gebiet geschickt. Ein Hedgehog-Angriff beschädigte das U-Boot leicht, es konnte aber wiederum entkommen. Um 6:30 Uhr entsandte Captain Gallery auch die Pillsbury und die Flaherty in das Gebiet, etwa zehn Minuten später sichtete dann ein Flugzeug das aufgetaucht fahrende U 515 und griff sofort mit Wasserbomben und Raketen an. Der deutsche Kommandant, Kapitänleutnant Werner Henke, konnte sein getroffenes Boot zwar noch tauchen, jedoch befanden sich nun alle vier Geleitzerstörer im Suchgebiet und begannen, das U-Boot mit Wasserbomben und Hedgehogs einzudecken. Um 10:30 Uhr gelang es der Pope, permanente Sonarpeilung auf das getauchte U-Boot zu halten, das weiter angegriffen wurde. Nach mehreren Treffern, die an Bord für schwere Schäden sorgten, ließ Kapitänleutnant Henke das U-Boot auftauchen. Es durchbrach nur etwa 75 Meter von der Chatelain entfernt die Wasseroberfläche, die Besatzung ging von Bord. Nach einer schweren Explosion an Bord versank U 515 über den Bug. Die Besatzung des deutschen U-Boots wurde an Bord der Guadalcanal gebracht, wo sich nach Befragungen herausstellte, dass der U-Jagdverband in ein Gebiet geraten war, wo sich die deutschen U-Boote mit den „Milchkühen“ (Versorgungs-U-Boote) trafen.
Am frühen Morgen des 10. April sichtete eine Avenger ein weiteres aufgetaucht fahrendes U-Boot, das sofort von mehreren Flugzeugen mit Raketen und Wasserbomben angegriffen wurde. Die ins Suchgebiet eilenden Zerstörer Chatelain, Pillsbury und Flaherty meldeten dann etwa zwei Stunden später die Versenkung des Bootes, bei dem es sich um U 68 handelte. Ein einziger Überlebender, der Turmausguck Hans Kastrup, wurde gerettet und ebenfalls an Bord des Verbandsflaggschiffs Casablanca gebracht.
Nach einem Tankstopp am 17. April auf der Ilha do Faial, wo der Verband Treibstoff vom britischen Tanker K190 übernahm, kehrte die Task Group 21.12 am 26. April nach Norfolk zurück.

### Aufbringung von U 505
Nachdem Captain Gallery erkannt hatte, dass bei U 515 die Möglichkeit bestanden hatte, ein deutsches U-Boot zu erbeuten, begann er mit der Ausarbeitung genauerer Pläne für die Aufbringung eines U-Boots. Er ließ an Bord aller Schiffe seiner Task Group 22.3, bestehend aus der Guadalcanal als Flaggschiff sowie den Geleitzerstörern Pillsbury, Pope, Flaherty, Chatelain und Jenks, Entermannschaften ausbilden und das Entern eines U-Boots trainieren.
Am 14. Mai 1944 verließ der Verband Norfolk in Richtung Mittelatlantik. Die Patrouille verlief vollkommen ereignislos, am Morgen des 4. Juni erhielt der Verband, der sich etwa 150 Kilometer vor der westafrikanischen Küste befand, den Befehl, Casablanca zum Bunkern anzulaufen. Aber wenige Stunden später, gegen 11 Uhr, meldete sich der Kommandant der Chatelain:

“Frenchy to Bluejay – I have a possible sound contact.”

„Frenchy (Rufzeichen der Chatelain) an Bluejay (Rufzeichen der Guadalcanal) – ich habe einen möglichen Sonarkontakt.“

Captain Gallery gab nun zwei weiteren Geleitzerstörern den Befehl, die Chatelain zu unterstützen, während er seinen Flugzeugträger aus dem direkten Kampfbereich manövrierte. Gleichzeitig gab er Order an die Piloten der kreisenden Wildcat-Jagdflugzeuge:

“Use no big stuff if the sub surfaces – chase the crew overboard with 50 calibre fire.”

„Benutzt keine schweren Waffen, wenn das U-Boot auftaucht – jagt die Besatzung mit Maschinengewehrfeuer über Bord.“

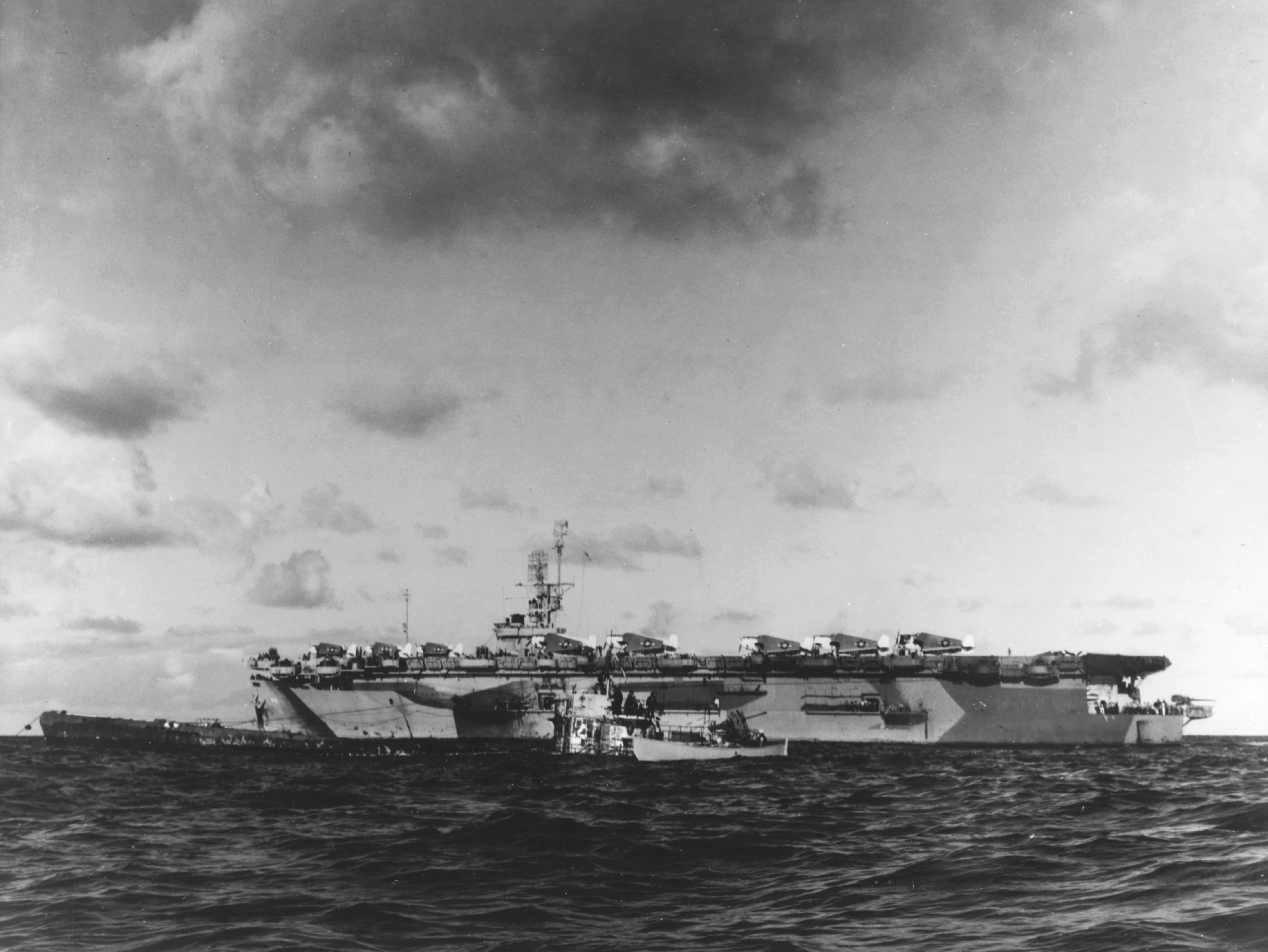
Die Guadalcanal neben U 505

Die Geleitzerstörer versuchten weiterhin, Peilung auf das getauchte U-Boot zu halten, als die kreisenden Wildcat-Jäger herabstießen um auf das dicht unter der Oberfläche fahrende Boot zu feuern, um seine Position zu markieren. Die Chatelain wendete scharf und warf zwölf Wasserbomben ab, deren Explosionen das U-Boot beschädigten. Um 11:21 Uhr durchbrach U 505 nur 700 Meter von der Chatelain entfernt die Wasseroberfläche. Sofort begannen die Zerstörer, das Boot mit Beschuss aus den leichten Bordwaffen einzudecken. Die Besatzung des U-Bootes verließ fluchtartig das schwer getroffene Boot und sprang ins Meer. Fünf Minuten nach dem Auftauchen des Bootes gab Captain Gallery den Befehl, das Feuer einzustellen und die Prisenkommandos loszuschicken. Als erstes erreichte ein Beiboot der Pillsbury das U-Boot und das Prisenkommando unter dem Befehl von Lieutenant (jg) Albert L. David ging an Bord, um das U-Boot zu sichern. Nachdem die Sprengsätze an Bord entschärft und das Flutventil verschlossen worden war, versuchte die Pillsbury, neben dem U-Boot längsseits zu gehen, um es zu sichern. Dabei schnitt allerdings das vordere Tiefenruder durch die dünne Rumpfbeplattung des Geleitzerstörers und flutete mehrere Abteilungen, so dass die Versuche aufgegeben werden mussten.

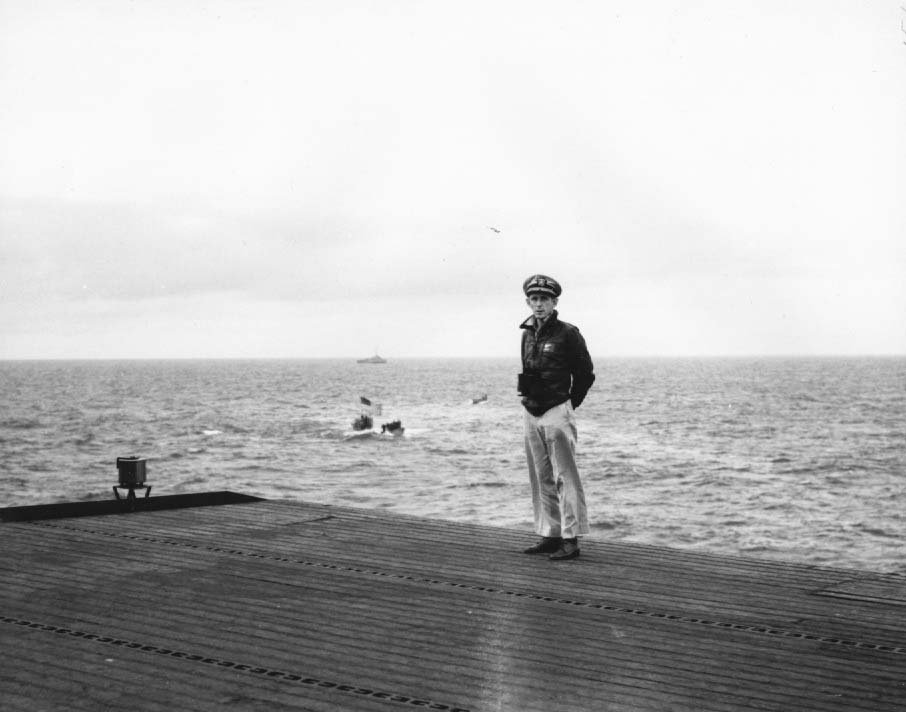
Captain Gallery auf dem Achterdeck der Guadalcanal, im Hintergrund U 505 und ein Geleitzerstörer

Nachdem Captain Gallery die Kaperung des U-Bootes an seine Vorgesetzten gemeldet hatte, begann er mit den Vorbereitungen, U 505 mit der Guadalcanal in Schlepp zu nehmen. Da die Treibstoffvorräte des Trägers fast aufgebraucht waren, wollte er Dakar anlaufen, dies wurde ihm jedoch vom Oberkommando untersagt. Der Schlepper USS Abnaki sowie der Tanker Kennebec wurden von einem Atlantik-Konvoi zur Task Group der Guadalcanal umgeleitet, um die Bergung von U 505 zu unterstützen. Mittlerweile nahm der Geleitträger das U-Boot in Schlepp, was sich jedoch als schwierig erwies, da das Ruder des U-Bootes nicht mittschiffs stand und so das Boot ständig nach Steuerbord ausscherte. Es gelang jedoch, das Ruder auszurichten. Auch schaffte es ein Ingenieur des Prisenkommandos, die Batterien des U-Bootes zu laden, indem er die Dieselmotoren auskuppelte und die im Schlepp nun frei drehenden Propeller über die E-Maschinen die Batterien luden. Der Strom wurde genutzt, um mit den Pumpen die Ballasttanks zu leeren und das ursprünglich sehr tief im Wasser liegende U-Boot zu stabilisieren.
Der Verband lief nun mit 8 Knoten in Richtung der Bermuda-Inseln. Am 9. Juni wurde U 505 vom Schlepper Abnaki übernommen, während die Schiffe der Task Group Treibstoff übernahmen. Zehn Tage später lief der Verband in der Naval Operating Base, Bermuda ein, wo das deutsche U-Boot schon von einer Expertengruppe aus Washington erwartet wurde. Am folgenden Tag verließen die Guadalcanal und ihre Eskorten die Bermuda-Inseln in Richtung US-Ostküste, wo sie am 22. Juni in Norfolk einliefen.

### Letzte Einsatzjahre
Am 15. Juli 1944 lief die Guadalcanal zusammen mit den Geleitzerstörern Pillsbury, Chatelain, Pope, Flaherty und Neunzer in Richtung Bermuda-Inseln, wo sie vom 19. Juli bis zum 12. August mehrere Übungen absolvierten. Die U-Jagdeinsätze in dem Seegebiet verliefen ereignislos, da sich kaum noch deutsche U-Boote im Atlantik befanden. Am 27. August kehrte der Verband nach Norfolk zurück, wo Captain Gallery von Captain B. C. McCaffree als Kommandant abgelöst wurde. Dessen erste Fahrt führte das Schiff nach Baltimore, wo die Besatzung drei Tage Landgang und Freizeit hatte. Am 24. September kehrte die Guadalcanal nach Norfolk zurück, wo der nächste U-Jagdeinsatz vorbereitet wurde. Am 28. September verließ die Task Group 22.7, die aus denselben Schiffen wie beim Einsatz zuvor bestand, den Marinestützpunkt in Richtung des Seegebiets um Bermuda. Bis zum 5. Oktober verblieb der Verband dort, auf der Fahrt ins neue Einsatzgebiet bei den Azoren geriet der Verband am 16. und 17. Oktober in einen schweren Sturm mit Windgeschwindigkeiten über 60 Knoten und fast 20 Meter hohen Wellen. Dabei zeigte sich, dass die Geleitflugzeugträger nicht für solch schweres Wetter geeignet waren, die Guadalcanal rollte und stampfte extrem in der aufgewühlten See. Am 6. November traf der Verband wieder in Norfolk ein. Ende November hatte die Besatzung erneut Landgang in Baltimore.
Bis Ende November 1945 operierte die Guadalcanal dann bei verschiedenen Fahrten als Trainingsflugzeugträger für Marineflieger, die Starts und Landungen für ihre Trägerqualifikation an Bord absolvierten.

### Ausmusterung und Verbleib
Am 25. Januar 1946 verließ der Träger Pensacola, wo er zuletzt stationiert war, und fuhr nach Norfolk, um mit den Vorbereitungen für die Außerdienststellung zu beginnen. Am 9. Februar fanden vor Norfolk die letzten Flugoperationen an Bord statt, dann wurde der Träger an der Pier vertäut. Am 5. April wurde sie dann zum Convoy Escort Pier #22 geschleppt, wo sie mit anderen Geleitflugzeugträgern in der Reserveflotte lag. Am Morgen des 15. Juli 1946 wurde zum letzten Mal die Flagge an Bord eingeholt und das Schiff offiziell außer Dienst gestellt. Am 15. Juli 1955 wurde ihre Kennung in CVU-60 geändert, ihr Reservestatus jedoch beibehalten. Am 27. Mai 1958 wurde die Guadalcanal aus dem Schiffsregister gestrichen und am 30. April 1959 an die Hugo Neu Corporation in New York zur Verschrottung verkauft. Im Dezember 1959 wurde sie dann zusammen mit ihrem Schwesterschiff Mission Bay vom niederländischen Hochseeschlepper Elbe nach Japan zur Verschrottung geschleppt.

## Auszeichnungen
Für ihren Einsatz während des Zweiten Weltkriegs erhielt die Guadalcanal drei Battle Stars. Für den Einsatz während der Aufbringung von U 505 wurden alle Schiffe der Task Group 22.3 mit der Presidential Unit Citation ausgezeichnet. Lieutenant Junior Grade David von der USS Pillsbury, der Kommandeur des ersten Prisenkommandos, wurde 1945 mit der Medal of Honor ausgezeichnet, die Männer seines Kommandos erhielten den Silver Star. Die Mitglieder des Prisenkommandos der Guadalcanal, die als zweites an Bord von U 505 gingen, erhielten den Orden Legion of Merit. Captain Gallery erhielt für die Aufbringung von U 505 die Navy Distinguished Service Medal.

## Weiterführende Informationen